# Vaucluse (Doubs)
Vaucluse is een gemeente in het Franse departement Doubs (regio Bourgogne-Franche-Comté) en telt 115 inwoners (2009). De plaats maakt deel uit van het arrondissement Montbéliard.

## Geografie
De oppervlakte van Vaucluse bedraagt 5,0 km², de bevolkingsdichtheid is dus 23 inwoners per km².
De onderstaande kaart toont de ligging van Vaucluse (Doubs) met de belangrijkste infrastructuur en aangrenzende gemeenten.

## Demografie
Onderstaande figuur toont het verloop van het inwonertal (bron: INSEE-tellingen).